# EMA 06
EMA 06 (s podnaslovom Eurovision Song Contest) je kompilacijski album iz istoimenske oddaje na TV Slovenija, ki je izšel pri založbi ZKP RTV Slovenija na glasbeni CD plošči leta 2006.

## O albumu
Na albumu je objavljenih vseh 14 tekmovalnih pesmi iz oddaje.

## Seznam posnetkov
| CD              | CD                                       | CD                   | CD              | CD                      | CD      |
| Št.             | Naslov                                   | Besedilo             | Glasba          | Priredba                | Dolžina |
| --------------- | ---------------------------------------- | -------------------- | --------------- | ----------------------- | ------- |
| 1.              | „Nora sem, da te ljubim‟ (Nuška Drašček) | S. Macur             | R. Gas          | R. Gas                  | 2:56    |
| 2.              | „SOS‟ (Natalija Verboten)                | U. Vlašič            | M. Vlašič       | M. Vlašič, B. Grabnar   | 3:01    |
| 3.              | „Noro se ujameva‟ (Rebeka in Domen)      | N. Geržina           | D. Kumer        | Z. Tomac                | 3:02    |
| 4.              | „Tu da du‟ (Sergeja)                     | F. Zabukovec         | F. Zabukovec    | F. Zabukovec            | 3:00    |
| 5.              | „Mandoline‟ (Saša Lendero)               | S. Lendero, A. Babič | A. Babič        | M. Hercog               | 2:59    |
| 6.              | „Rapad tepe ipi mapam‟ (Andraž Hribar)   | M. Hribar            | A. Hribar       | P. Greblo, A. Hribar    | 2:48    |
| 7.              | „V mojih dlaneh‟ (Marijan Novina)        | M. Novina            | B. Vojnovič     | S. Fajon                | 3:08    |
| 8.              | „Polkaholik‟ (Atomik Harmonik)           | D. Kaurič            | D. Kaurič       | A. Čadež                | 2:55    |
| 9.              | „Vihar‟ (Maja Slatinšek)                 | M. Slatinšek         | G. Sulejmanovič | D. Ženko                | 2:42    |
| 10.             | „Hokus pokus‟ (Ylenia Zobec)             | D. Kenda Hussu       | M. Legovič      | M. Legovič              | 2:59    |
| 11.             | „Plan B‟ (Anžej Dežan)                   | U. Vlašič            | M. Vlašič       | M. Vlašič, B. Grabnar   | 3:00    |
| 12.             | „Najdi me‟ (Katrinas)                    | K. Habe              | K. Habe         | R. Golob                | 3:00    |
| 13.             | „Ostani z mano‟ (Monika Pučelj)          | A. Rupel             | A. Klinar       | A. Klinar, F. Zabukovec | 2:59    |
| 14.             | „Hočem stran‟ (Alenka Godec)             | A. Rupel, A. Godec   | A. Klinar       | A. Klinar, F. Zabukovec | 3:01    |
| Skupna dolžina: | Skupna dolžina:                          | Skupna dolžina:      | Skupna dolžina: | Skupna dolžina:         | 42:00   |